# Queen Isabella Causeway
El Queen Isabella Memorial Bridge es un puente de hormigón con pilares y vigas con una viga principal en voladizo de acero que conecta Port Isabel con la Isla del Padre Sur, Texas. El puente sostiene la continuación de Texas Park Road 100. La vía del curso de agua está ubicada en el sur del condado de Cameron, Texas y es la única carretera que conecta la Isla del Padre Sur con la geografía de Texas.
El pedraplén se inauguró en 1974 y reemplazó al puente anterior, que también había sido llamado Queen Isabella Causeway. Se eliminó una sección central de la calzada original y se le cambió el nombre a muelle pesquero estatal Reina Isabel. Estirándose 2,37 millas (3,8 km) a través de la Laguna Madre, el Causeway es el segundo puente más largo de Texas, después del Puente Fred Hartman sobre el Canal de Navegación de Houston. Lleva el nombre de la reina Isabel I de Castilla.

## Incidentes

### Accidente aéreo de 1996
El 13 de agosto de 1996, a las 6:22 pm, un Cessna TR182 chocó con la calzada, matando tanto al piloto al mando como al pasajero con calificación de piloto, mientras maniobraba cerca de Port Isabel, Texas. Testigos y autoridades locales informaron que se observó al avión realizando un paso de norte a sur bajo la calzada. El avión hizo un giro de 180 grados y se acercó al puente hacia el norte para realizar otro pase; sin embargo, el avión chocó contra el pilón y la columna de un puente de hormigón y descendió sin control al agua. Los testigos recordaron una explosión y humo negro cuando el avión chocó contra el puente. Se encontraron partes de los estabilizadores verticales y horizontales del avión sobresaliendo de la columna del puente a unos dos metros y medio por encima de la línea de flotación. Los buzos del Departamento de Seguridad Pública de Texas localizaron el fuselaje sumergido en el lado oeste de la columna en aproximadamente 8 a 10 pies (2.4 a 3 m) de agua. El informe de toxicología post mortem indicó que el piloto al mando dio positivo a cocaína y una concentración de 143 mg/dl de etanol en sangre.

### Colapso de la calzada en 2001

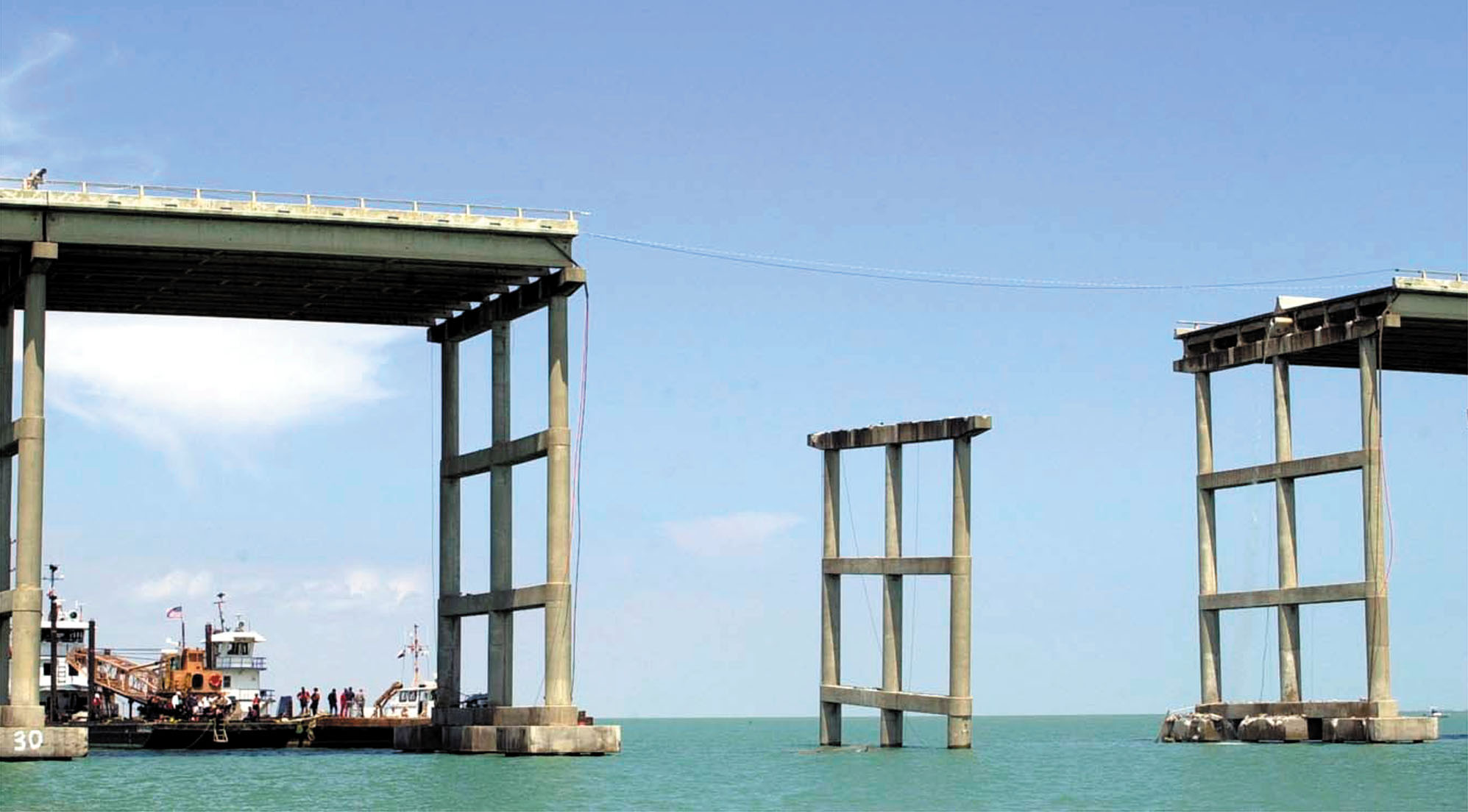
La sección dañada de la Queen Isabella Causeway.

En la madrugada del 15 de septiembre de 2001, cuatro barcazas cargadas se estrellaron contra una de las columnas de soporte del Queen Isabella Causeway, que viajaban a 0,2 millas por hora (0,3 km/h). La alisión provocó que dos tramos de 80 pies (24,4 m) cayeran al agua, dejando un hueco de 160 pies (48,8 m) en la calzada. Las secciones colapsadas estaban justo al lado del punto más alto de la calzada, lo que dificultaba que los conductores que se acercaban se dieran cuenta. Ocho personas murieron cuando sus automóviles cayeron 26 m (85 pies) al agua. Se recuperaron cinco vehículos del agua junto con tres supervivientes.
El colapso tuvo un impacto económico significativo en la región ya que la calzada es la única carretera que conecta la isla con el continente. El puente también transportaba líneas eléctricas y agua dulce a la isla. Los funcionarios estatales trajeron transbordadores para transportar temporalmente automóviles a través de la Laguna Madre.
Además de las tres secciones del puente que se cayeron en el accidente original, dos secciones adyacentes también fueron reemplazadas debido a daños estructurales. La calzada fue reabierta el 21 de noviembre de 2001. Se agregaron varias características de seguridad a la estructura. Se reforzaron las columnas de soporte y se instaló un sistema de advertencia de colapso de fibra óptica valorado en 900.000 dólares. Las noticias y los debates sobre el colapso se limitaron principalmente a fuentes locales y regionales debido a los atentados del 11 de septiembre de 2001, cuatro días antes.
Dos años después de la reapertura, la calzada pasó a llamarse Queen Isabella Memorial Bridge en honor a las víctimas del accidente.
Un informe de la Guardia Costera de Estados Unidos atribuyó la culpa al capitán del remolcador de la barcaza.